# برنه براون
```
برنِی براون
 (متولد ۱۸ نوامبر ۱۹۶۵) یک استاد پژوهش در 
دانشگاه هوستون
 است.
[
۱
]
 او طی دو دهه گذشته در زمینه شجاعت، آسیب‌پذیری، شرم و همدلی مطالعه کرده‌است. پنج کتاب او جزء پرفروش‌ترین کتاب‌های 
نیویورک تایمز
 است. کتاب های او عبارت‌اند از 
موهبت کامل نبودن (زندگی با تمام وجود یا مواهب نقص)
، 
جرأت بسیار (زندگی شجاعانه)
، 
با اقتدار برخاستن
، 
شجاعت در برهوت
 ، 
شهامت رهبری (رهبری دلیرانه) و  اطلس دل
```

ویدئوی برنی براون در تیک تاک با عنوان قدرت آسیب‌پذیری با بیش از ۳۸ میلیون بازدید یکی از پنج ویدئوی پر بازدیدکننده در جهان است.
برنی براون در هیوستون با همسرش استیو و فرزندان خود الن و چارلی زندگی می‌کند.

## سخنرانی‌ها
- TEDxHouston 2010: "قدرت آسیب پذیری بایگانی‌شده  در ۱۲ ژوئیه ۲۰۱۲ توسط Wayback Machine", ژوئن ۲۰۱۰
- TEDxKC 2010: "قیمت اسیب ناپذیری"اوت ۲۰۱۰
- TED2012: "گوش دادن به شرم"مارس ۲۰۱۲
- سخنران بایگانی‌شده  در ۲۴ ژوئیه ۲۰۱۲ توسط Wayback Machine تا تجربه منحصر به فرد از دیدگاه منحصر به فرد مردم (۲۰۰۹)
- "قدرت آسیب پذیری" — براون بحث در انجمن سلطنتی هنر (۲۰۱۳)
- "SuperSoul جلسات: آناتومی اعتماد" - ژوئن ۲۰۱۸